# Buckongahelas
Buckongahelas (Delawarisch: „Schenkender, Einer, der Geschenke gibt“, * 1750; † 1805), auch bekannt als Pachgantschihilas bzw. Petchnanalas („Erfüller“ oder „Einer, der in allem, was er unternimmt, Erfolg hat“) war der führende Kriegshäuptling der Lenni Lenape („Wahre Menschen“) der Ost-Algonkin während des Unabhängigkeitskrieges und des darauffolgenden Nordwest-Indianerkrieges (auch Little Turtle’s War genannt).

## Leben
Buckongahelas wurde in der Mitte des 18. Jahrhunderts im westlichen Ohio geboren und aufgrund seiner Fähigkeiten als Krieger und Ratsmitglied der führende Kriegshäuptling der westlichen Lenni Lenape sowie des „Tùkwsit (Wolf) Clans“. Obwohl britenfreundlich, zeigte er sich defensiv und versuchte, seine Leute aus dem Haupteinwanderungsgebiet der Euro-Amerikaner zurückzuziehen. Sein engster Verbündeter unter den Lenni Lenape war der Kriegshäuptling als auch Sakima (Wojauwe) des „Tùkwsit (Wolf) Clans“ Captain Pipe (Konieschquanoheel – „Macher des Tageslichts“, Spitzname: Hopocan – „Tabakpfeife“), Little Turtle (Mihšihkinaahkwa – „Große Mittelländischen Zierschildkröte“), der Kriegshäuptling der „Atchatchakangouen/(Sandhill) Crane Band“ bzw. „Greater Miami (Eigentliche Miami) Band“ der Miami (Myaamiaki)-Konföderation sowie Blue Jacket (Weyapiersenwah – „Blaue Jacke“), der führende Kriegshäuptling der Shawnee. Buckongahelas war als Häuptling auch von den US-Amerikanern geachtet, da er niemals Grausamkeiten gegenüber Gefangenen beging. Er hatte als „Kriegshäuptling“ jedoch nie die Position des Sakima; heute: Wojauwe inne mit der Autorität Verträge zu unterzeichnen.

## Amerikanischer Unabhängigkeitskrieg
Während des Amerikanischen Unabhängigkeitskrieges (1775 bis 1783) waren anfangs nur die Stämme an den Großen Seen und die Seneca, Mingo (Ohio Irokesen), Teile der Shawnee und verbündeter Muskogee (Maskoki), Cherokee (Tsalagi) und Chickasaw unter der Führung von Dragging Canoe (Tsiyu Gansini, ᏥᏳ ᎦᏅᏏᏂ – „Er schleppt sein Kanu“), des Skiagusta (skaɪəˈɡʌstə, ᎠᏍᎦᏯᎬᏍᏔ – „roter Anführer, d. h. Kriegshäuptling“) der Chickamauga Cherokee (Lower Towns) auf britischer Seite, die Lenni Lenape (größtenteils noch unter politischer und militärischer Kontrolle durch die Irokesenliga) blieben zunächst neutral. Die Briten lieferten den verbündeten Stämmen Waffen und Munition und zahlten Prämien für amerikanische Skalps, ohne Rücksicht auf Alter oder Geschlecht der Opfer.
Die verbündeten Stämme führten erfolgreich einen Guerillakrieg gegen die amerikanischen Siedler und Frontier, so dass bereits im Juli 1777 sogar die Forts nicht mehr sicher waren. Im Februar 1778 verließ General Edward Hand Fort Pitt und führte die Pennsylvania-Miliz zu einer Strafexpedition in das Ohiogebiet. Er fand keine feindlichen Krieger und griff stattdessen zwei friedliche Lenni Lenape-Dörfer an (sog. „Squaw-Kampagne“) und tötete den Bruder von Captain Pipe, der als „Sakima (Wojauwe)“ des „Tùkwsit (Wolf) Clans“ gegenüber Buckongahelas höherrangig war. Die anderen „Sakima (Wojauwe)“ waren White Eyes („Weiße Augen“ auf Grund seiner Hellhäutigkeit und bellen Augen genannt; auch: Koquethagechton) vom „Pùkuwànku (Schildkröten) Clan“ und Gelelemend („Führer“, auch: John Kilbuck jr., William Henry oder einfach Killbuck) vom „Pële (Truthahn) Clan“, trotzdem unterzeichneten die drei Häuptlinge der Lenni Lenape im September 1777 den ersten Friedensvertrag mit den Amerikanern in Fort Pitt. In diesem Vertrag sicherten die USA den Lenni Lenape zu, kein Indianerland mehr zu besiedeln, sie vor den Briten zu beschützen und auf Wunsch einen Repräsentanten in den Kongress zu schicken. Als Gegenleistung wurden die Lenni Lenape amerikanische Verbündete und erlaubten den Bau eines Forts auf ihrem Gebiet.
Jedoch kam Simon Girty, ein einflussreicher indianischer Krieger weißer, europäischer Abstammung, der als Scout in Fort Pitt diente, zur Überzeugung, dass die Amerikaner den Krieg verlieren würden. Er ging zu den Shawnee und wurde zu einem der erbittertsten Gegner der Amerikaner und führte 1779 zahlreiche Überfälle auf amerikanische Forts im Ohiogebiet durch. Amerikaner aus Kentucky unter Führung von John Bowman überquerten im Mai 1779 den Ohio und zogen zu den Shawnee-Dörfern am Scioto River. Sie brannten „Old Chilicothe“ nieder und töteten zahlreiche Shawnee, darunter Black Fish (Chiungalla – „Schwarzer Fisch“), den Kriegshäuptling der „Chalahgawtha/Chillicothe Band“. Die überlebenden Stammesangehörigen flohen nach Norden und verlegten Chillicothe an den Mad River, einem Nebenfluss des Great Miami River.
Anfang 1780 planten die Briten eine großangelegte Offensive zur Eroberung des gesamten Gebiets am Ohio und Upper Mississippi River. Captain Henry Bird verließ Detroit mit einer Streitmacht von 600 Kriegern und am Ohio war seine indianische Truppe auf 1.200 Mann angewachsen. Den ganzen Sommer hindurch brannten amerikanische Siedlungen und die Bewohner wurden getötet oder vertrieben. Der amerikanische General George Rogers Clark griff im Gegenzug die Shawnee-Dörfer am Mad River an und verbreitete Angst und Schrecken. Die wechselseitigen Gräueltaten setzten sich auch im Jahr 1781 fort. Im Frühling überfiel General Daniel Brodhead Coshocton, das Hauptdorf der Delaware, nahm Frauen und Kinder gefangen und tötete alle Männer.
Daher wich Buckongahelas 1781 den US-amerikanischen Siedlern in Richtung des Miami River nach Indiana in das Gebiet der verbündeten „Miami (Myaamiaki)-Konföderation“ aus und entging auf diese Weise auch dem Gnadenhütten-Massaker, das die Pennsylvania-Miliz 1782 unter zurückgebliebenen Christlichen Munsee, einer christianisierten Munsee-sprachigen Gruppe der Lenni Lenape, anrichtete.
Später wurde Buckongahelas unter den nordwestlichen Stämme im Kriege gegen die vordringenden Truppen der USA einer der wichtigsten Anführer.
Im Mai 1782 führte Colonel William Crawford eine rund 500 Mann starke Freiwilligentruppe aus Pennsylvania zum Sandusky River, um die dortigen Indianerdörfer zu zerstören. Die Amerikaner erlitten eine vernichtende Niederlage. Crawford wurde als Rache für das Gnadenhütten-Massaker von Lenni Lenape-Kriegern unter Führung von Captain Pipe am Marterpfahl hingerichtet. Im August verübten Shawnee unter Simon Girty weitere Überfälle in Kentucky. Bei einer Konfrontation mit Amerikanern am Licking River verloren 60 Milizionäre ihr Leben, darunter Daniel Boones Sohn Israel. Rogers Clark führte eine 1.100 Mann starke Strafexpedition an den Miami River und zerstörte die dortigen Dörfer der Shawnee, darunter „New Chillicothe“.

## Nach 1783
Mit dem Vertrag von Paris (1783) wurde der Unabhängigkeitskrieg beendet, doch das bedeutete keineswegs das Kriegsende zwischen Amerikanern und den Stämmen im Ohiogebiet. Die sogenannte „Friedenspartei“ vieler Stämme verließ Ohio und zog im März 1779 über den Mississippi in spanisches Gebiet. Die Mehrheit blieb jedoch im Ohiogebiet und die Shawnee siedelte in Wapakoneta am Auglaize River und am Ottawa River. Andere gingen zu den Mingo (Ohio-Seneca) in Lewistown. Viele Lenni Lenape lebten zu dieser Zeit in Dörfern bestehend aus mehreren indigenen Gruppen.
Eine Reihe von Verträgen zwischen den Amerikanern und Indianern, darunter die Verträge von Fort McIntosh 1785 und Fort Harmar 1789, definierten die Grenzen zum Indianerland neu. Einige Stämme, unter ihnen die Shawnee, Mingo und Lenni Lenape, gaben den Widerstand gegen die weißen Eindringlinge jedoch nicht auf, was zum Nordwest-Indianerkrieg (1785–1795), auch Little Turtle’s War genannt, führte. Die Briten wiesen zwar ihre indianischen Alliierten an, die Angriffe auf amerikanische Siedlungen einzustellen, fanden jedoch kein Gehör.
Nach dem Krieg schrumpfte die US-Armee zu einem Infanterieregiment und einer Artilleriekompanie. Präsident George Washington sah sich jedoch bald gezwungen, erneut Truppen gegen aufständische Indianer zu entsenden. Im Ohiogebiet hatten sich Krieger der Shawnee, Miami, Potawatomi und Chippewa unter dem Miami-Häuptling Little Turtle und dem Shawnee-Häuptlinge Blue Jacket vereinigt. Er beauftragte den Gouverneur des neu geschaffenen Nordwestterritoriums, General Arthur St. Clair, unverzüglich neue Truppen auszuheben. In Fort Washington versammelte sich eine Streitmacht von 1.200 Milizionären und 320 regulären Soldaten unter dem Befehl von General Josiah Harmar und marschierte zum Indianergebiet. Im Tal des Maumee Rivers kam es 1790 zum ersten Gefecht. Little Turtle und seine Krieger zogen sich zurück und griffen die Amerikaner in Guerillataktik an den Flanken an. Die unerfahrenen Milizionäre verloren über 200 Mann. Hamar behauptete später, diese Schlacht gewonnen zu haben. Der General musste sich jedoch einem Untersuchungsausschuss stellen und wurde danach durch St. Clair persönlich ersetzt.
1791 führte General St. Clair einen Rachefeldzug aus 2.000 Milizionären und zwei regulären Regimentern mit etwa 600 Soldaten an. Als die Streitmacht bis zu den Siedlungsgebieten der Indianer am Wabash River vorgerückt war, war sie auf 1.400 Mann durch Deserteure geschrumpft. Am 4. November kam es zur Schlacht, in der die Amerikaner von Little Turtle vernichtend geschlagen wurden. Mehr als 600 Soldaten und Offiziere wurden in der Schlacht getötet, die als „St. Clairs Niederlage“ oder „Schlacht am Wabash“ in die US-Geschichte eingegangen ist. Diese Schlacht gilt als die verlustreichste Niederlage, die eine US-Streitmacht jemals gegen Indianer erlitten hat. St. Clair trat nach diesem Debakel auf Befehl George Washingtons aus der Armee aus, blieb aber Gouverneur des Nordwestterritoriums.

## Gegen die Legion of the United States
Dieses militärische Debakel ließ den Ruf nach einer starken, professionellen Armee laut werden. Am 5. März 1792 stellte der US-Kongress die „Legion of the United States“ auf und George Washington ernannte General Anthony Wayne zu ihrem Kommandeur. Im Frühjahr 1794 zog er mit 4.600 Mann zum Maumee River und errichtete dort das Fort Recovery. Am 20. August 1794 kam es zur Schlacht von Fallen Timbers unter Blue Jacket. Hier kämpfte auch der junge Tecumseh als Führer einer kleinen Schar Shawnee, zu der auch sein jüngerer Bruder Tenskwatawa gehörte. Die indianische Koalition wurde von General Anthony Wayne vernichtend geschlagen. Rettung kam auch nicht vom britischen Fort Miami, zu dem sich die Indianer Schutz suchend geflüchtet hatten – über die fehlende Unterstützung der Briten, ihrer einstigen Verbündeten, war Buckongahelas sehr verärgert. Als Folge der Niederlage mussten die verbündeten Stämme – die Wyandot, mehrere Gruppen der Lenni Lenape, Shawnee, mehrere Gruppen der Ottawa, Anishinabe und Potawatomi, die Miami (mit Ausnahme der Piankashaw, die auf Seiten der Amerikaner kämpften), die Kickapoo sowie die Kaskaskia 1795 im Vertrag von Greenville – den Buckongahelas ebenfalls unterzeichnete – erneut gewaltige Landgebiete im damaligen Nordwestterritorium aufgeben. 1803 schloss er in Fort Wayne (der einstigen Hauptstadt Kekionga / Kiihkayonki der Miami (Myaamiaki)-Konföderation) und 1804 in Vincennes, Indiana, weitere Friedensverträge ab.
Buckongahelas starb 1805 wahrscheinlich am White River unweit des heutigen Muncie in Indiana.
Dieser Artikel basiert auf dem Artikel Buckongahelas (Memento vom 1. Juli 2010 im Internet Archive) aus der freien Enzyklopädie Indianer-Wiki (Memento vom 18. März 2010 im Internet Archive) und steht unter Creative Commons by-sa 3.0. Im Indianer-Wiki war eine Liste der Autoren (Memento vom 1. Juli 2007 im Internet Archive) verfügbar.
| Personendaten    | Personendaten              |
| ---------------- | -------------------------- |
| NAME             | Buckongahelas              |
| ALTERNATIVNAMEN  | Breaker in pieces          |
| KURZBESCHREIBUNG | Häuptling der Lenni Lenape |
| GEBURTSDATUM     | 1750                       |
| STERBEDATUM      | 1805                       |